# Mistrzostwa Świata w Narciarstwie Dowolnym i Snowboardingu 2019 – skoki akrobatyczne drużynowo
Rywalizacja drużyn mieszanych w skokach akrobatycznych podczas mistrzostw świata w Utah została rozegrana na skoczniach o nazwie White Owl 7 lutego o 19:00. Złoty medal wywalczyli Szwajcarzy, którzy wyprzedzili reprezentantów Chin oraz ekpię Rosji.

## Wyniki
| Miejsce | Bib        | Reprezentacja                                                                 | Finał 1                   | Finał 2                    |
| ------- | ---------- | ----------------------------------------------------------------------------- | ------------------------- | -------------------------- |
| złoto   | 8 81 82 83 | Szwajcaria · Carol Bouvard · Nicolas Gygax · Noé Roth                         | 279,45 72,13 96,46 110,86 | 303,08 73,71 121,68 107,69 |
| srebro  | 1 11 12 13 | Chiny · Xu Mengtao · Sun Jiaxu · Wang Xindi                                   | 269,78 78,25 106,92 84,61 | 297,82 77,19 108,41 112,22 |
| brąz    | 6 61 62 63 | Rosja · Lubow Nikitina · Stanisław Nikitin · Maksim Burow                     | 286,24 77,80 109,35 99,09 | 296,74 85,68 93,36 117,70  |
| 4       | 3 31 32 33 | Białoruś · Alaksandra Ramanouska · Anton Kusznir · Maksim Huscik              | 273,94 82,36 102,66 88,92 | 272,15 81,36 114,03 76,76  |
| 5       | 7 71 72 73 | Kanada · Catrine Lavallée · Miha Fontaine · Félix Cormier-Boucher             | 244,56 77,49 83,16 83,91  |                            |
| 6       | 4 41 42 43 | Stany Zjednoczone · Ashley Caldwell · Christopher Lillis · Jonathon Lillis    | 227,18 74,97 62,83 89,38  |                            |
| 7       | 2 21 22 23 | Australia · Brittany George · Laura Peel · David Morris                       | 218,29 70,56 77,49 70,24  |                            |
| 8       | 5 51 52 53 | Kazachstan · Akmarżan Kałmurzajewa · Żanbota Ałdabergenowa · Bagłan Yngkärbek | 178,00 39,15 85,30 53,55  |                            |